# Menno Simons
Menno Simons (Wytmarsum, 1496 – 23 ou 31 de Janeiro de 1561 em Wüstenfelde,Bad Oldesloe) foi um teólogo originário da Frísia ordenado padre católico em março de 1524. É considerado um dos reformadores radicais ligado aos anabatistas. Simons era um padre católico holandês que se converteu ao Anabatismo em 1536. Sua influência sobre o grupo anabatista foi tão forte que o grupo anabatista no norte da Europa foi chamado de menonita.

## Biografia
Menno Simons, um sacerdote católico do povoado de Witmarsum, no norte da Holanda, aderiu ao movimento anabatista, defendendo uma postura pacifista. Em 1536 ele já tinha cortado todos os laços com a igreja Católica Romana e passou a ser perseguido. Em 1542, o imperador romano-germânico Carlos V prometeu 100 florins como recompensa pela captura de Menno. Ainda assim, ele conseguiu formar algumas congregações compostas de anabatistas, e não demorou muito para eles serem chamados de menonitas.
Com as traduções e impressões de Bíblias nas línguas comuns da Europa do século XVI, estimulou-se de novo o interesse no estudo da Bíblia que resultariam na Reforma e no Anabatismo. Alguns criam que uma pessoa tem de tomar uma decisão consciente antes de ser batizada para se tornar membro da congregação cristã, o que resultou no Anabatismo. Pregadores que aceitavam essa crença começaram a viajar pelas cidades e aldeias batizando os adultos.